# Kanselier van het Hertogdom Lancaster

## Kanseliers van het Hertogdom Lancaster van het Verenigd Koninkrijk (1846–heden)
| Kanselier van het Hertogdom Lancaster Chancellor of the Duchy of Lancaster | Kanselier van het Hertogdom Lancaster Chancellor of the Duchy of Lancaster | Kanselier van het Hertogdom Lancaster Chancellor of the Duchy of Lancaster | Ambtstermijn                                           | Ambtstermijn      | Partij                 | Premier                               | Kabinet                                 | Overige functie(s)                         |
| -------------------------------------------------------------------------- | -------------------------------------------------------------------------- | -------------------------------------------------------------------------- | ------------------------------------------------------ | ----------------- | ---------------------- | ------------------------------------- | --------------------------------------- | ------------------------------------------ |
|                                                                            | John Campbell                                                              | Baron Campbell John Campbell (1779–1861)                                   | 30 juni 1846                                           | 5 maart 1850      | Whig Party             | John Russell (1846–1852)              | Russell I                               |                                            |
|                                                                            | George Howard                                                              | Graaf van Carlisle George Howard (1802–1864)                               | 5 maart 1850                                           | 22 februari 1852  | Whig Party             | John Russell (1846–1852)              | Russell I                               |                                            |
|                                                                            |                                                                            | Robert Nisbet-Hamilton (1804–1877)                                         | 22 februari 1852                                       | 28 december 1852  | Conservative Party     | Edward Smith-Stanley (1852            | Smith-Stanley I                         |                                            |
|                                                                            | Charles Wood                                                               | Edward Strutt (1801–1880)                                                  | 28 december 1852                                       | 12 juni 1854      | Whig Party             | George Hamilton -Gordon (1852–1855)   | Hamilton-Gordon                         |                                            |
|                                                                            | Granville Leveson-Gower                                                    | Graaf Granville Granville Leveson-Gower (1815–1891)                        | 12 juni 1854                                           | 6 februari 1855   | Whig Party             | George Hamilton -Gordon (1852–1855)   | Hamilton-Gordon                         |                                            |
| Vacant                                                                     | Vacant                                                                     | Vacant                                                                     | Vacant                                                 | Vacant            | Vacant                 | Henry John Temple (1855–1858)         | Temple I                                |                                            |
|                                                                            | Dudley Ryder                                                               | Graaf van Harrowby Dudley Ryder (1798–1882)                                | 30 maart 1955                                          | 10 december 1855  | Whig Party             | Henry John Temple (1855–1858)         | Temple I                                |                                            |
|                                                                            | Matthew Baines                                                             | Matthew Baines (1799–1860)                                                 | 10 december 1855                                       | 20 februari 1858  | Liberal Party          | Henry John Temple (1855–1858)         | Temple I                                |                                            |
|                                                                            |                                                                            | Hertog van Montrose James Graham (1799–1874)                               | 20 februari 1858                                       | 12 juni 1859      | Conservative Party     | Edward Smith-Stanley (1858–1859)      | Smith-Stanley II                        |                                            |
|                                                                            | George Grey                                                                | Sir George Grey (1799–1882)                                                | 12 juni 1859                                           | 25 juli 1861      | Liberal Party          | Henry John Temple (1859–1865)         | Temple II                               |                                            |
|                                                                            | Edward Cardwell                                                            | Edward Cardwell (1813–1886)                                                | 25 juli 1861                                           | 6 april 1864      | Liberal Party          | Henry John Temple (1859–1865)         | Temple II                               |                                            |
|                                                                            | George Villiers                                                            | Graaf van Clarendon George Villiers (1800–1870)                            | 6 april 1864                                           | 3 november 1865   | Liberal Party          | Henry John Temple (1859–1865)         | Temple II                               |                                            |
| John Russell (1865–1866)                                                   | George Villiers                                                            | Graaf van Clarendon George Villiers (1800–1870)                            | 6 april 1864                                           | 3 november 1865   | Liberal Party          | Russell II                            | Minister van Buitenlandse Zaken (1865)  |                                            |
| John Russell (1865–1866)                                                   |                                                                            |                                                                            | Vacant                                                 |                   |                        | Russell II                            |                                         |                                            |
| John Russell (1865–1866)                                                   |                                                                            | George Goschen                                                             | George Goschen (1831–1907)                             | 26 januari 1866   | 28 juni 1866           | Russell II                            | Liberal Party                           |                                            |
|                                                                            | William Courtenay                                                          | Graaf van Devon William Courtenay (1807–1888)                              | 28 juni 1866                                           | 28 juni 1867      | Conservative Party     | Edward Smith-Stanley (1866–1868)      | Smith-Stanley III                       |                                            |
|                                                                            | John Wilson-Patten                                                         | John Wilson- Patten (1802–1892)                                            | 28 juni 1867                                           | 8 november 1868   | Conservative Party     | Edward Smith-Stanley (1866–1868)      | Smith-Stanley III                       |                                            |
| Benjamin Disraeli (1868)                                                   | John Wilson-Patten                                                         | John Wilson- Patten (1802–1892)                                            | 28 juni 1867                                           | 8 november 1868   | Conservative Party     | Disraeli I                            |                                         |                                            |
| Benjamin Disraeli (1868)                                                   |                                                                            | Thomas Edward Taylor                                                       | Thomas Edward Taylor (1811–1883)                       | 8 november 1868   | 3 december 1868        | Disraeli I                            | Conservative Party                      |                                            |
|                                                                            | Hugh Childers                                                              | Hugh Childers (1827–1896)                                                  | 3 december 1868                                        | 3 september 1873  | Liberal Party          | William Ewart Gladstone (1868–1874)   | Gladstone I                             | Minister voor de Marine (1868–1871)        |
|                                                                            | John Bright                                                                | John Bright (1811–1889)                                                    | 3 september 1873                                       | 20 februari 1874  | Liberal Party          | William Ewart Gladstone (1868–1874)   | Gladstone I                             |                                            |
|                                                                            | Thomas Edward Taylor                                                       | Thomas Edward Taylor (1811–1883)                                           | 20 februari 1874                                       | 23 april 1880     | Conservative Party     | Benjamin Disraeli (1874–1880)         | Disraeli II                             |                                            |
|                                                                            | John Bright                                                                | John Bright (1811–1889)                                                    | 23 april 1880                                          | 25 juli 1882      | Liberal Party          | William Ewart Gladstone (1880–1885)   | Gladstone II                            |                                            |
|                                                                            | John Wodehouse                                                             | Graaf Kimberley John Wodehouse (1826–1902)                                 | 25 juli 1882                                           | 16 december 1882  | Liberal Party          | William Ewart Gladstone (1880–1885)   | Gladstone II                            | Minister voor Koloniale Zaken              |
|                                                                            | John George Dodson                                                         | John George Dodson (1825–1897)                                             | 16 december 1882                                       | 30 oktober 1884   | Liberal Party          | William Ewart Gladstone (1880–1885)   | Gladstone II                            |                                            |
|                                                                            | George Trevelyan                                                           | Sir George Trevelyan (1838–1928)                                           | 30 oktober 1884                                        | 23 juni 1885      | Liberal Party          | William Ewart Gladstone (1880–1885)   | Gladstone II                            |                                            |
|                                                                            | Henry Chaplin                                                              | Henry Chaplin (1840–1923)                                                  | 23 juni 1885                                           | 28 januari 1886   | Conservative Party     | Robert Gascoyne-Cecil (1885–1886)     | Gascoyne-Cecil I                        |                                            |
|                                                                            | Edward Heneage                                                             | Edward Heneage (1840–1922)                                                 | 28 januari 1886                                        | 3 april 1886      | Liberal Party          | William Ewart Gladstone (1886)        | Gladstone III                           |                                            |
|                                                                            | Ughtred Kay-Shuttleworth                                                   | Sir Ughtred Kay- Shuttleworth (1844–1939)                                  | 3 april 1886                                           | 20 juli 1886      | Liberal Party          | William Ewart Gladstone (1886)        | Gladstone III                           |                                            |
|                                                                            | Gathorne Gathorne-Hardy                                                    | Burggraaf Cranbrook Gathorne Gathorne-Hardy (1814–1906)                    | 20 juli 1886                                           | 16 augustus 1886  | Conservative Party     | Robert Gascoyne-Cecil (1886–1892)     | Gascoyne-Cecil II                       | Lord President of the Council              |
|                                                                            | John Manners                                                               | Hertog van Rutland John Manners (1818–1906)                                | 16 augustus 1886                                       | 15 augustus 1892  | Conservative Party     | Robert Gascoyne-Cecil (1886–1892)     | Gascoyne-Cecil II                       |                                            |
|                                                                            | James Bryce                                                                | James Bryce (1830–1911)                                                    | 15 augustus 1892                                       | 28 mei 1894       | Liberal Party          | William Ewart Gladstone (1892–1894)   | Gladstone IV                            |                                            |
| Archibald Primrose (1894–1895)                                             | James Bryce                                                                | James Bryce (1830–1911)                                                    | 15 augustus 1892                                       | 28 mei 1894       | Liberal Party          | Primrose                              |                                         |                                            |
| Archibald Primrose (1894–1895)                                             |                                                                            | Edward Marjoribanks                                                        | Baron Tweedmouth Edward Marjoribanks (1849–1909)       | 28 mei 1894       | 25 juni 1895           | Primrose                              | Liberal Party                           | Lord Privy Seal                            |
|                                                                            | Henry James                                                                | Baron James van Hereford Henry James (1828–1911)                           | 5 juli 1895                                            | 12 juli 1902      | Liberal Unionist Party | Robert Gascoyne-Cecil (1895–1902)     | Gascoyne-Cecil III                      |                                            |
| Gascoyne-Cecil IV                                                          | Henry James                                                                | Baron James van Hereford Henry James (1828–1911)                           | 5 juli 1895                                            | 12 juli 1902      | Liberal Unionist Party | Robert Gascoyne-Cecil (1895–1902)     |                                         |                                            |
|                                                                            | William Walrond                                                            | Sir William Walrond (1849–1925)                                            | 12 juli 1902                                           | 5 december 1905   | Conservative Party     | Arthur Balfour (1902–1905)            | Balfour                                 |                                            |
|                                                                            | Henry Fowler                                                               | Sir Henry Fowler (1830–1911)                                               | 5 december 1905                                        | 14 oktober 1908   | Liberal Party          | Henry Campbell- Bannerman (1905–1908) | Campbell- Bannerman                     |                                            |
| Herbert Henry Asquith (1908–1916)                                          | Henry Fowler                                                               | Sir Henry Fowler (1830–1911)                                               | 5 december 1905                                        | 14 oktober 1908   | Liberal Party          | Asquith I                             |                                         |                                            |
| Herbert Henry Asquith (1908–1916)                                          |                                                                            | Edmond Fitzmaurice                                                         | Baron Fitzmaurice Edmond Fitzmaurice (1846–1935)       | 14 oktober 1908   | 25 juni 1909           | Asquith I                             | Liberal Party                           |                                            |
| Herbert Henry Asquith (1908–1916)                                          |                                                                            | Herbert Samuel                                                             | Herbert Samuel (1870–1963)                             | 25 juni 1909      | 10 februari 1910       | Asquith I                             | Liberal Party                           |                                            |
| Herbert Henry Asquith (1908–1916)                                          |                                                                            | Jack Pease                                                                 | Jack Pease (1860–1943)                                 | 10 februari 1910  | 24 oktober 1911        | Liberal Party                         | Asquith II                              |                                            |
| Herbert Henry Asquith (1908–1916)                                          | Asquith III                                                                | Jack Pease                                                                 | Jack Pease (1860–1943)                                 | 10 februari 1910  | 24 oktober 1911        | Liberal Party                         |                                         |                                            |
| Herbert Henry Asquith (1908–1916)                                          |                                                                            |                                                                            | Charles Hobhouse (1862–1941)                           | 24 oktober 1911   | 14 februari 1914       | Liberal Party                         |                                         |                                            |
| Herbert Henry Asquith (1908–1916)                                          |                                                                            |                                                                            | Charles Masterman (1873–1927)                          | 14 februari 1914  | 3 februari 1915        | Liberal Party                         |                                         |                                            |
| Herbert Henry Asquith (1908–1916)                                          |                                                                            | Edwin Montagu                                                              | Sir Edwin Montagu (1879–1924)                          | 3 februari 1915   | 25 mei 1915            | Liberal Party                         |                                         |                                            |
| Herbert Henry Asquith (1908–1916)                                          |                                                                            | Winston Churchill                                                          | Winston Churchill (1874–1965)                          | 25 mei 1915       | 25 november 1915       | Liberal Party                         | Asquith IV                              |                                            |
| Herbert Henry Asquith (1908–1916)                                          |                                                                            | Herbert Samuel                                                             | Herbert Samuel (1870–1963)                             | 25 november 1915  | 12 januari 1916        | Liberal Party                         | Asquith IV                              |                                            |
| Herbert Henry Asquith (1908–1916)                                          |                                                                            | Edwin Montagu                                                              | Sir Edwin Montagu (1879–1924)                          | 12 januari 1916   | 10 juli 1916           | Liberal Party                         | Asquith IV                              |                                            |
| Herbert Henry Asquith (1908–1916)                                          |                                                                            | McKinnon Wood                                                              | McKinnon Wood (1855–1927)                              | 10 juli 1916      | 7 december 1916        | Liberal Party                         | Asquith IV                              |                                            |
|                                                                            |                                                                            | Sir Frederick Cawley (1850–1937)                                           | 7 december 1916                                        | 10 februari 1918  | Liberal Party          | David Lloyd George (1916–1922)        | Lloyd George I                          |                                            |
|                                                                            | Max Aitken                                                                 | Baron Beaverbrook Max Aitken (1879–1964)                                   | 10 februari 1918                                       | 4 november 1918   | Conservative Party     | David Lloyd George (1916–1922)        | Lloyd George I                          |                                            |
|                                                                            |                                                                            | Baron Downham Hayes Fisher (1853–1920)                                     | 4 november 1918                                        | 14 januari 1919   | Conservative Party     | David Lloyd George (1916–1922)        | Lloyd George I                          |                                            |
| Lloyd George II                                                            |                                                                            | Baron Downham Hayes Fisher (1853–1920)                                     | 4 november 1918                                        | 14 januari 1919   | Conservative Party     | David Lloyd George (1916–1922)        |                                         |                                            |
|                                                                            | David Lindsay                                                              | Graaf van Crawford David Lindsay (1871–1940)                               | 14 januari 1919                                        | 1 april 1921      | Conservative Party     | David Lloyd George (1916–1922)        |                                         |                                            |
|                                                                            |                                                                            | Burggraaf Peel William Peel (1867–1937)                                    | 1 april 1921                                           | 7 april 1922      | Liberal Party          | David Lloyd George (1916–1922)        |                                         |                                            |
|                                                                            |                                                                            | William Sutherland (1880–1949)                                             | 7 april 1922                                           | 23 oktober 1922   | Liberal Party          | David Lloyd George (1916–1922)        |                                         |                                            |
|                                                                            | James Gascoyne-Cecil                                                       | Markies van Salisbury James Gascoyne- Cecil (1861–1947)                    | 23 oktober 1922                                        | 25 mei 1923       | Conservative Party     | Bonar Law (1922–1923)                 | Law                                     | Lord President of the Council              |
| Stanley Baldwin (1923–1924)                                                | James Gascoyne-Cecil                                                       | Markies van Salisbury James Gascoyne- Cecil (1861–1947)                    | 23 oktober 1922                                        | 25 mei 1923       | Conservative Party     | Baldwin I                             |                                         | Lord President of the Council              |
| Stanley Baldwin (1923–1924)                                                |                                                                            | John Colin Davidson                                                        | Sir John Colin Davidson (1889–1970)                    | 25 mei 1923       | 22 januari 1924        | Baldwin I                             | Conservative Party                      |                                            |
|                                                                            | Josiah Wedgwood                                                            | Josiah Wedgwood (1872–1943)                                                | 22 januari 1924                                        | 3 november 1924   | Labour Party           | Ramsay MacDonald (1924)               | MacDonald I                             |                                            |
|                                                                            | Robert Cecil                                                               | Burggraaf Cecil van Chelwood Robert Cecil (1864–1958)                      | 4 november 1924                                        | 19 oktober 1927   | Conservative Party     | Stanley Baldwin (1924–1929)           | Baldwin II                              |                                            |
|                                                                            | Ronald McNeill                                                             | Baron Cushendun Ronald McNeill (1861–1934)                                 | 19 oktober 1927                                        | 5 juni 1929       | Conservative Party     | Stanley Baldwin (1924–1929)           | Baldwin II                              |                                            |
|                                                                            | Oswald Mosley                                                              | Sir Oswald Mosley (1896–1980)                                              | 5 juni 1929                                            | 23 mei 1930       | Labour Party           | Ramsay MacDonald (1929–1935)          | MacDonald II                            |                                            |
|                                                                            | Clement Attlee                                                             | Clement Attlee (1883–1967)                                                 | 23 mei 1930                                            | 13 maart 1931     | Labour Party           | Ramsay MacDonald (1929–1935)          | MacDonald II                            |                                            |
|                                                                            | Arthur Ponsonby                                                            | Baron Ponsonby van Shulbrede Arthur Ponsonby (1871–1946)                   | 13 maart 1931                                          | 26 augustus 1931  | Labour Party           | Ramsay MacDonald (1929–1935)          | MacDonald II                            |                                            |
|                                                                            |                                                                            | Markies van Lothian Philip Kerr (1882–1940)                                | 26 augustus 1931                                       | 5 november 1931   | Liberal Party          | Ramsay MacDonald (1929–1935)          | MacDonald III (Nationaal Kabinet I)     |                                            |
| Vacant                                                                     | Vacant                                                                     | Vacant                                                                     | Vacant                                                 | Vacant            | Vacant                 | Ramsay MacDonald (1929–1935)          | MacDonald IV (Nationaal Kabinet II)     |                                            |
|                                                                            | John Colin Davidson                                                        | Sir John Colin Davidson (1889–1970)                                        | 10 november 1931                                       | 28 mei 1937       | Conservative Party     | Ramsay MacDonald (1929–1935)          | MacDonald IV (Nationaal Kabinet II)     |                                            |
| Stanley Baldwin (1935–1937)                                                | John Colin Davidson                                                        | Sir John Colin Davidson (1889–1970)                                        | 10 november 1931                                       | 28 mei 1937       | Conservative Party     | Baldwin III (Nationaal Kabinet III)   |                                         |                                            |
|                                                                            |                                                                            | Graaf Winterton Edward Turnour (1883–1962)                                 | 28 mei 1937                                            | 29 januari 1939   | Conservative Party     | Neville Chamberlain (1937–1940)       | Chamberlain I (Nationaal Kabinet IV)    |                                            |
|                                                                            | William Morrison                                                           | William Morrison (1893–1961)                                               | 29 januari 1939                                        | 3 april 1940      | Conservative Party     | Neville Chamberlain (1937–1940)       | Chamberlain I (Nationaal Kabinet IV)    |                                            |
| Chamberlain II                                                             | William Morrison                                                           | William Morrison (1893–1961)                                               | 29 januari 1939                                        | 3 april 1940      | Conservative Party     | Neville Chamberlain (1937–1940)       | Minister voor Voedel                    |                                            |
| Chamberlain II                                                             |                                                                            | George Tryon                                                               | Baron Tryon George Tryon (1871–1940)                   | 3 april 1940      | 10 mei 1940            | Neville Chamberlain (1937–1940)       | Conservative Party                      |                                            |
|                                                                            | Maurice Hankey                                                             | Baron Hankey Maurice Hankey (1877–1963)                                    | 10 mei 1940                                            | 20 juli 1941      | Onafhankelijk          | Winston Churchill (1940–1945)         | Churchill I                             |                                            |
|                                                                            | Duff Cooper                                                                | Duff Cooper (1890–1954)                                                    | 20 juli 1941                                           | 11 november 1943  | Conservative Party     | Winston Churchill (1940–1945)         | Churchill I                             |                                            |
|                                                                            | Ernest Brown                                                               | Ernest Brown (1881–1962)                                                   | 11 november 1943                                       | 23 mei 1945       | National Liberal Party | Winston Churchill (1940–1945)         | Churchill I                             |                                            |
|                                                                            | Arthur Salter                                                              | Arthur Salter (1881–1975)                                                  | 23 mei 1945                                            | 26 juli 1945      | Conservative Party     | Winston Churchill (1940–1945)         | Churchill II                            |                                            |
|                                                                            |                                                                            | John Hynd (1902–1971)                                                      | 26 juli 1945                                           | 17 april 1947     | Labour Party           | Clement Attlee (1945–1951)            | Attlee I                                |                                            |
|                                                                            | Frank Pakenhan                                                             | Baron Pakenham Frank Pakenham (1905–2001)                                  | 17 april 1947                                          | 31 mei 1948       | Labour Party           | Clement Attlee (1945–1951)            | Attlee I                                |                                            |
|                                                                            | Hugh Dalton                                                                | Hugh Dalton (1887–1962)                                                    | 31 mei 1948                                            | 28 februari 1950  | Labour Party           | Clement Attlee (1945–1951)            | Attlee I                                |                                            |
|                                                                            | Albert Alexander                                                           | Burggraaf Alexander van Hillsborough Albert Alexander (1885–1965)          | 28 februari 1950                                       | 26 oktober 1951   | Labour Party           | Clement Attlee (1945–1951)            | Attlee II                               |                                            |
|                                                                            | Philip Cunliffe-Lister                                                     | Graaf Swinton Philip Cunliffe-Lister (1884–1972)                           | 26 oktober 1951                                        | 24 november 1952  | Conservative Party     | Winston Churchill (1951–1955)         | Churchill III                           |                                            |
|                                                                            | Frederick Marquis                                                          | Burggraaf Woolton Frederick Marquis (1883–1964)                            | 24 november 1952                                       | 20 december 1955  | Conservative Party     | Winston Churchill (1951–1955)         | Churchill III                           |                                            |
| Anthony Eden (1955–1957)                                                   | Frederick Marquis                                                          | Burggraaf Woolton Frederick Marquis (1883–1964)                            | 24 november 1952                                       | 20 december 1955  | Conservative Party     | Eden                                  |                                         |                                            |
| Anthony Eden (1955–1957)                                                   |                                                                            | George Douglas-Hamilton                                                    | Graaf van Selkirk George Douglas- Hamilton (1904–1994) | 20 december 1955  | 10 januari 1957        | Eden                                  | Conservative Party                      |                                            |
|                                                                            |                                                                            | Charles Hill (1904–1989)                                                   | 10 januari 1957                                        | 9 oktober 1961    | Conservative Party     | Harold Macmillan (1957–1963)          | Macmillan I                             |                                            |
| Macmillan II                                                               |                                                                            | Charles Hill (1904–1989)                                                   | 10 januari 1957                                        | 9 oktober 1961    | Conservative Party     | Harold Macmillan (1957–1963)          |                                         |                                            |
|                                                                            | Iain Macleod                                                               | Iain Macleod (1913–1970)                                                   | 9 oktober 1961                                         | 19 oktober 1963   | Conservative Party     | Harold Macmillan (1957–1963)          | Leader of the House of Commons          |                                            |
|                                                                            | John Hare                                                                  | Burggraaf Blakenham John Hare (1911–1982)                                  | 19 oktober 1963                                        | 16 oktober 1964   | Conservative Party     | Alec Douglas-Home (1963–1964)         | Douglas-Home                            |                                            |
|                                                                            |                                                                            | Douglas Houghton (1898–1996)                                               | 16 oktober 1964                                        | 6 april 1966      | Labour Party           | Harold Wilson (1964–1970)             | Wilson I                                |                                            |
|                                                                            |                                                                            | George Thomson (1921–2008)                                                 | 6 april 1966                                           | 7 januari 1967    | Labour Party           | Harold Wilson (1964–1970)             | Wilson II                               |                                            |
|                                                                            |                                                                            | Frederick Lee (1906–1984)                                                  | 7 januari 1967                                         | 6 oktober 1969    | Labour Party           | Harold Wilson (1964–1970)             | Wilson II                               |                                            |
|                                                                            |                                                                            | George Thomson (1921–2008)                                                 | 6 oktober 1969                                         | 19 juni 1970      | Labour Party           | Harold Wilson (1964–1970)             | Wilson II                               |                                            |
|                                                                            |                                                                            | Anthony Barber (1920–2005)                                                 | 19 juni 1970                                           | 25 juli 1970      | Conservative Party     | Edward Heath (1970–1974)              | Heath                                   |                                            |
|                                                                            | Geoffrey Rippon                                                            | Geoffrey Rippon (1932–2010)                                                | 25 juli 1970                                           | 5 november 1972   | Conservative Party     | Edward Heath (1970–1974)              | Heath                                   |                                            |
|                                                                            |                                                                            | John Davies (1916–1979)                                                    | 5 november 1972                                        | 4 maart 1974      | Conservative Party     | Edward Heath (1970–1974)              | Heath                                   |                                            |
|                                                                            |                                                                            | Harold Lever (1914–1995)                                                   | 4 maart 1974                                           | 4 mei 1979        | Labour Party           | Harold Wilson (1974–1976)             | Wilson III                              |                                            |
| James Callaghan (1976–1979)                                                | Callaghan                                                                  | Harold Lever (1914–1995)                                                   | 4 maart 1974                                           | 4 mei 1979        | Labour Party           |                                       |                                         |                                            |
|                                                                            |                                                                            | Norman St John-Stevas (1929–2012)                                          | 4 mei 1979                                             | 5 januari 1981    | Conservative Party     | Margaret Thatcher (1979–1990)         | Thatcher I                              | Leader of the House of Commons             |
| Minister voor Cultuur                                                      |                                                                            | Norman St John-Stevas (1929–2012)                                          | 4 mei 1979                                             | 5 januari 1981    | Conservative Party     | Margaret Thatcher (1979–1990)         | Thatcher I                              |                                            |
|                                                                            | Francis Pym                                                                | Francis Pym (1922–2008)                                                    | 5 januari 1981                                         | 14 september 1981 | Conservative Party     | Margaret Thatcher (1979–1990)         | Thatcher I                              | Leader of the House of Commons             |
| Thesaurier- generaal                                                       | Francis Pym                                                                | Francis Pym (1922–2008)                                                    | 5 januari 1981                                         | 14 september 1981 | Conservative Party     | Margaret Thatcher (1979–1990)         | Thatcher I                              |                                            |
|                                                                            |                                                                            | Baroness Young Janet Young (1926–2002)                                     | 14 september 1981                                      | 6 april 1982      | Conservative Party     | Margaret Thatcher (1979–1990)         | Thatcher I                              | Leader of the House of Lords               |
|                                                                            |                                                                            | Cecil Parkinson (1931–2016)                                                | 6 april 1982                                           | 11 juni 1983      | Conservative Party     | Margaret Thatcher (1979–1990)         | Thatcher I                              | Thesaurier- generaal                       |
|                                                                            |                                                                            | Baron Cockfield Arthur Cockfield (1916–2007)                               | 11 juni 1983                                           | 11 september 1984 | Conservative Party     | Margaret Thatcher (1979–1990)         | Thatcher II                             |                                            |
|                                                                            |                                                                            | Graaf Gowrie Grey Gowrie (1939–2021)                                       | 11 september 1984                                      | 3 september 1985  | Conservative Party     | Margaret Thatcher (1979–1990)         | Thatcher II                             | Minister voor Cultuur                      |
|                                                                            | Norman Tebbit                                                              | Norman Tebbit (1931–2025)                                                  | 3 september 1985                                       | 13 juni 1987      | Conservative Party     | Margaret Thatcher (1979–1990)         | Thatcher II                             |                                            |
|                                                                            | Kenneth Clarke                                                             | Kenneth Clarke (1940)                                                      | 13 juni 1987                                           | 25 juli 1988      | Conservative Party     | Margaret Thatcher (1979–1990)         | Thatcher III                            | Onderminister voor Economische Zaken       |
|                                                                            |                                                                            | Tony Newton (1937–2012)                                                    | 25 juli 1988                                           | 24 juli 1989      | Conservative Party     | Margaret Thatcher (1979–1990)         | Thatcher III                            |                                            |
|                                                                            | Kenneth Baker                                                              | Kenneth Baker (1934)                                                       | 24 juli 1989                                           | 28 november 1990  | Conservative Party     | Margaret Thatcher (1979–1990)         | Thatcher III                            |                                            |
|                                                                            | Chris Patten                                                               | Chris Patten (1944)                                                        | 28 november 1990                                       | 10 april 1992     | Conservative Party     | John Major (1990–1997)                | Major I                                 |                                            |
|                                                                            | William Waldegrave                                                         | William Waldegrave (1946)                                                  | 10 april 1992                                          | 20 juli 1994      | Conservative Party     | John Major (1990–1997)                | Major II                                |                                            |
|                                                                            | David Hunt                                                                 | David Hunt (1942)                                                          | 20 juli 1994                                           | 5 juli 1995       | Conservative Party     | John Major (1990–1997)                | Major II                                |                                            |
|                                                                            | Roger Freeman                                                              | Roger Freeman (1942)                                                       | 5 juli 1995                                            | 2 mei 1997        | Conservative Party     | John Major (1990–1997)                | Major II                                |                                            |
|                                                                            | David Clark                                                                | David Clark (1939)                                                         | 2 mei 1997                                             | 27 juli 1998      | Labour Party           | Tony Blair (1997–2007)                | Blair I                                 | Minister voor Kabinetszaken                |
|                                                                            |                                                                            | Jack Cunningham (1939)                                                     | 27 juli 1998                                           | 11 oktober 1999   | Labour Party           | Tony Blair (1997–2007)                | Blair I                                 | Minister voor Kabinetszaken                |
|                                                                            |                                                                            | Mo Mowlam (1949–2005)                                                      | 11 oktober 1999                                        | 11 juni 2001      | Labour Party           | Tony Blair (1997–2007)                | Blair I                                 | Minister voor Kabinetszaken                |
|                                                                            | Gus Macdonald                                                              | Baron Macdonald van Tradeston Gus Macdonald (1940)                         | 11 juni 2001                                           | 13 juni 2003      | Labour Party           | Tony Blair (1997–2007)                | Blair II                                | Minister voor Kabinetszaken                |
|                                                                            | Douglas Alexander                                                          | Douglas Alexander (1967)                                                   | 13 juni 2003                                           | 8 september 2004  | Labour Party           | Tony Blair (1997–2007)                | Blair II                                | Minister voor Kabinetszaken                |
|                                                                            | Alan Milburn                                                               | Alan Milburn (1958)                                                        | 8 september 2004                                       | 5 mei 2005        | Labour Party           | Tony Blair (1997–2007)                | Blair II                                | Minister voor Kabinetszaken                |
|                                                                            | John Hutton                                                                | John Hutton (1955)                                                         | 5 mei 2005                                             | 2 november 2005   | Labour Party           | Tony Blair (1997–2007)                | Blair III                               | Minister voor Kabinetszaken                |
|                                                                            | David Miliband                                                             | David Miliband (1965)                                                      | 2 november 2005                                        | 6 mei 2006        | Labour Party           | Tony Blair (1997–2007)                | Blair III                               | Minister van Wijken en Lokale Zaken        |
| Minister voor Overheidsbeleid                                              | David Miliband                                                             | David Miliband (1965)                                                      | 2 november 2005                                        | 6 mei 2006        | Labour Party           | Tony Blair (1997–2007)                | Blair III                               |                                            |
|                                                                            | Hilary Armstrong                                                           | Hilary Armstrong (1945)                                                    | 6 mei 2006                                             | 27 juni 2007      | Labour Party           | Tony Blair (1997–2007)                | Blair III                               | Minister voor Kabinetszaken                |
|                                                                            | Ed Miliband                                                                | Ed Miliband (1969)                                                         | 27 juni 2007                                           | 3 oktober 2008    | Labour Party           | Gordon Brown (2007–2010)              | Brown                                   | Minister voor Kabinetszaken                |
|                                                                            | Liam Byrne                                                                 | Liam Byrne (1970)                                                          | 3 oktober 2008                                         | 5 juni 2009       | Labour Party           | Gordon Brown (2007–2010)              | Brown                                   | Minister voor Kabinetszaken                |
|                                                                            | Janet Royall                                                               | Baroness Royall van Blaisdon Janet Royall (1955)                           | 5 juni 2009                                            | 11 mei 2010       | Labour Party           | Gordon Brown (2007–2010)              | Brown                                   | Leader of the House of Lords               |
|                                                                            | Tom Galbraith                                                              | Baron Strathclyde Tom Galbraith (1960)                                     | 11 mei 2010                                            | 7 januari 2013    | Conservative Party     | David Cameron (2010–2016)             | Cameron I                               | Leader of the House of Lords               |
|                                                                            | Jonathan Hill                                                              | Baron Hill van Oareford Jonathan Hill (1960)                               | 7 januari 2013                                         | 13 juli 2014      | Conservative Party     | David Cameron (2010–2016)             | Cameron I                               | Leader of the House of Lords               |
|                                                                            | Oliver Letwin                                                              | Oliver Letwin (1956)                                                       | 13 juli 2014                                           | 13 juli 2016      | Conservative Party     | David Cameron (2010–2016)             | Cameron I                               | Minister voor Overheidsbeleid (2014–2015)  |
| Cameron I                                                                  | Oliver Letwin                                                              | Oliver Letwin (1956)                                                       | 13 juli 2014                                           | 13 juli 2016      | Conservative Party     | David Cameron (2010–2016)             |                                         | Minister voor Overheidsbeleid (2014–2015)  |
|                                                                            | Patrick McLoughlin                                                         | Sir Patrick McLoughlin (1957)                                              | 13 juli 2016                                           | 8 januari 2018    | Conservative Party     | Theresa May (2016–2019)               | May I                                   |                                            |
| May II                                                                     | Patrick McLoughlin                                                         | Sir Patrick McLoughlin (1957)                                              | 13 juli 2016                                           | 8 januari 2018    | Conservative Party     | Theresa May (2016–2019)               |                                         |                                            |
|                                                                            | David Lidington                                                            | dr. David Lidington (1956)                                                 | 8 januari 2018                                         | 24 juli 2019      | Conservative Party     | Theresa May (2016–2019)               | First Secretary of State                |                                            |
| Minister voor Kabinetszaken                                                | David Lidington                                                            | dr. David Lidington (1956)                                                 | 8 januari 2018                                         | 24 juli 2019      | Conservative Party     | Theresa May (2016–2019)               |                                         |                                            |
|                                                                            | Michael Gove                                                               | Michael Gove (1967)                                                        | 24 juli 2019                                           | 15 september 2021 | Conservative Party     | Boris Johnson (2019–2022)             | Johnson I                               |                                            |
| Johnson II                                                                 | Michael Gove                                                               | Michael Gove (1967)                                                        | 24 juli 2019                                           | 15 september 2021 | Conservative Party     | Boris Johnson (2019–2022)             | Minister voor Kabinetszaken (2020–2021) |                                            |
| Johnson II                                                                 |                                                                            | Stephen Barclay                                                            | Stephen Barclay (1972)                                 | 15 september 2021 | 5 juli 2022            | Boris Johnson (2019–2022)             | Conservative Party                      | Minister voor Kabinetszaken (2021–2022)    |
| Johnson II                                                                 | Stafchef van 10 Downing Street (2022)                                      | Stephen Barclay                                                            | Stephen Barclay (1972)                                 | 15 september 2021 | 5 juli 2022            | Boris Johnson (2019–2022)             | Conservative Party                      |                                            |
| Johnson II                                                                 |                                                                            | Kit Malthouse                                                              | Kit Malthouse (1966)                                   | 6 juli 2022       | 6 september 2022       | Boris Johnson (2019–2022)             | Conservative Party                      |                                            |
|                                                                            | Nadhim Zahawi                                                              | Nadhim Zahawi (1967)                                                       | 6 september 2022                                       | 25 oktober 2022   | Conservative Party     | Liz Truss (2022)                      | Truss                                   | Minister voor Intergouver- nementele Zaken |
| Minister voor Gelijkheid                                                   | Nadhim Zahawi                                                              | Nadhim Zahawi (1967)                                                       | 6 september 2022                                       | 25 oktober 2022   | Conservative Party     | Liz Truss (2022)                      | Truss                                   |                                            |
|                                                                            | Oliver Dowden                                                              | Oliver Dowden (1978)                                                       | 25 oktober 2022                                        | 5 juli 2024       | Conservative Party     | Rishi Sunak (2022–2024)               | Sunak                                   | Vicepremier (2023–2024)                    |
|                                                                            | Pat McFadden                                                               | Pat McFadden (1965)                                                        | 5 juli 2024                                            | heden             | Labour Party           | Keir Starmer (2024–heden)             | Starmer                                 |                                            |